# Can't Forget: A Souvenir of the Grand Tour
Can't Forget: A Souvenir of the Grand Tour — концертний альбом канадського автора та виконавця пісень Леонарда Коена, представлений 12 травня 2015 року на лейблі Columbia Records. До платівки увійшли концертні записи із туру на підтримку альбому «Old Ideas».

## Про альбом
До альбому увійшло 5 раніше представлених пісень, дві кавер-версії («La Manic» Жоржа Дора і «Choices» Біллі Єйтса), дві нові композиції («Never Gave Nobody Trouble» і «Got a Little Secret»), у яких Коен насміхається над власною старістю та розмовний номер «Stages», який частково складається із «Tower of Song».
Платівка отримала в цілому позитивні відгуки від музичних критиків за збереження і передачу величі оригінальних виступів. Також критики відзначили акомпануючий гурт та вокал самого музиканта.

## Список композицій
Автор музики і слів Леонард Коен (якщо не зазначено інше). 
| #   | Назва                                         | Записано                                                                  | Тривалість |
| --- | --------------------------------------------- | ------------------------------------------------------------------------- | ---------- |
| 1.  | «Field Commander Cohen»                       | 3 листопада 2012, 1stBank Center, Денвер, Колорадо, США; саундчек         | 4:24       |
| 2.  | «I Can't Forget»                              | 25 серпня 2012, Розенборг, Копенгаген, Данія                              | 4:17       |
| 3.  | «Light as the Breeze»                         | 11 вересня 2012, Ірландський музей сучасного мистецтва, Дублін, Ірландія  | 6:33       |
| 4.  | «La Manic» (Жорж Дор)                         | 2 грудня 2012, Colisée Pepsi, Квебек, Канада                              | 4:14       |
| 5.  | «Night Comes On»                              | 6 вересня 2012, Warsteiner HockeyPark, Менхенгладбах, Німеччина           | 5:55       |
| 6.  | «Never Gave Nobody Trouble» (нова композиція) | 17 серпня 2013, The King's Garden, Оденсе, Данія; саундчек                | 4:51       |
| 7.  | «Joan of Arc»                                 | 2 грудня 2012, Colisée Pepsi, Квебек, Канада                              | 6:30       |
| 8.  | «Got a Little Secret» (нова композиція)       | 21 грудня 2013, Vector Arena, Окленд, Нова Зеландія; саундчек             | 4:35       |
| 9.  | «Choices» (Майк Кертіс, Біллі Єйтс)           | 14 грудня 2013, CBS Canterbury Arena, Крайстчерч, Нова Зеландія; саундчек | 3:31       |
| 10. | «Stages»                                      | 2 грудня 2013, Сіднейський оперний театр, Сідней, Австралія               | 3:42       |

## Чарти
| Чарт (2015)                                          | Найвища позиція |
| ---------------------------------------------------- | --------------- |
| Австралія Australian Albums (ARIA)                   | 39              |
| Австрія Austrian Albums (Ö3 Austria)                 | 17              |
| Бельгія Belgian Albums (Ultratop Flanders)           | 14              |
| Бельгія Belgian Albums (Ultratop Wallonia)           | 69              |
| Нідерланди Dutch Albums (MegaCharts)                 | 4               |
| Німеччина German Albums (Media Control)              | 23              |
| Нова Зеландія New Zealand Albums (Recorded Music NZ) | 29              |
| Швеція Swedish Albums (Sverigetopplistan)            | 39              |
| Швейцарія Swiss Albums (Schweizer Hitparade)         | 18              |